# Steingrund (Helgoland)
Steingrund ist eine Sandbank etwa fünf bis sechs Seemeilen nordöstlich von Helgoland; sie liegt in etwa neun Metern Wassertiefe. Sie wurde 1908 und erneut 1953 vom Vermessungsschiff Atair vermessen. Bei Tauchgängen ab 1952 glaubte Jürgen Spanuth hier bronzezeitliche Wallanlagen, vielleicht sogar die Hauptstadt von Atlantis, vorgefunden zu haben, was zu einer Auseinandersetzung mit Geologen und anderen Wissenschaftlern führte. Die Steine gelten heute als eiszeitliche Ablagerung. Der Steingrund ist ein FFH-Gebiet. Er ist ein Fanggrund für die Hummer-Fischerei.